# Branchon
Branchon is een dorp in de Belgische provincie Namen, en een deelgemeente van de Waalse gemeente Eghezée. Het was een zelfstandige gemeente tot het bij de fusie van 1977 toegevoegd werd aan de gemeente Eghezée.
Branchon is een Haspengouws landbouwdorp aan de Mehaigne. De dorpskom ligt aan de weg van Hannuit naar Eghezée.

## Bezienswaardigheden
- De Sint-Janskerk (Église Saint-Jean) is een classicistisch kerkgebouw uit 1751 dat in het midden van de 19e eeuw werd uitgebreid met twee traveeën en een toren in neoromaanse stijl.
- Het Kasteel van Branchon stamt oorspronkelijk uit de middeleeuwen en lag op de plaats van de huidige vijver. In de 19e  eeuw werd een neoclassicistisch kasteel gebouwd in opdracht van baron Joseph de Bruges de Branchon.

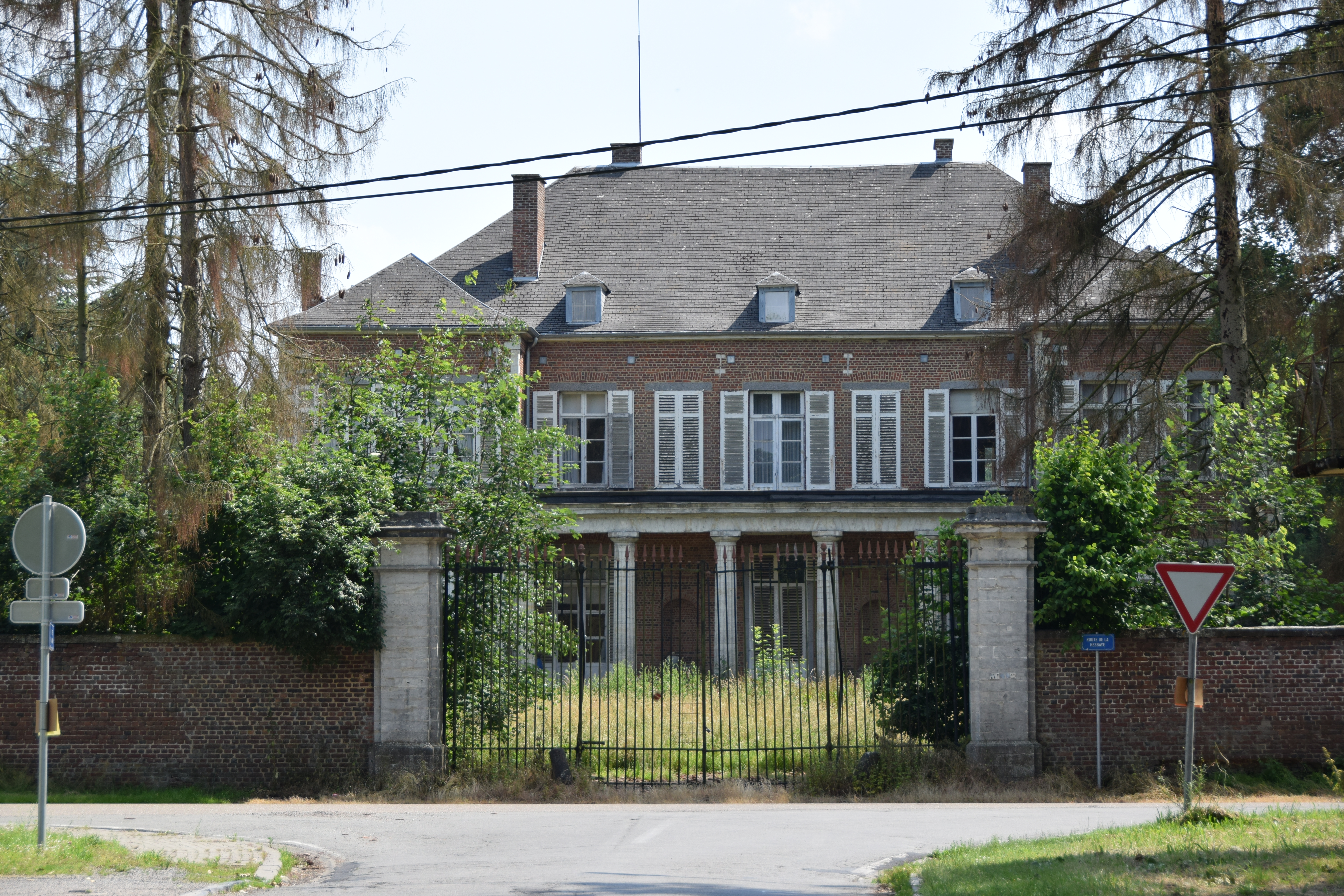
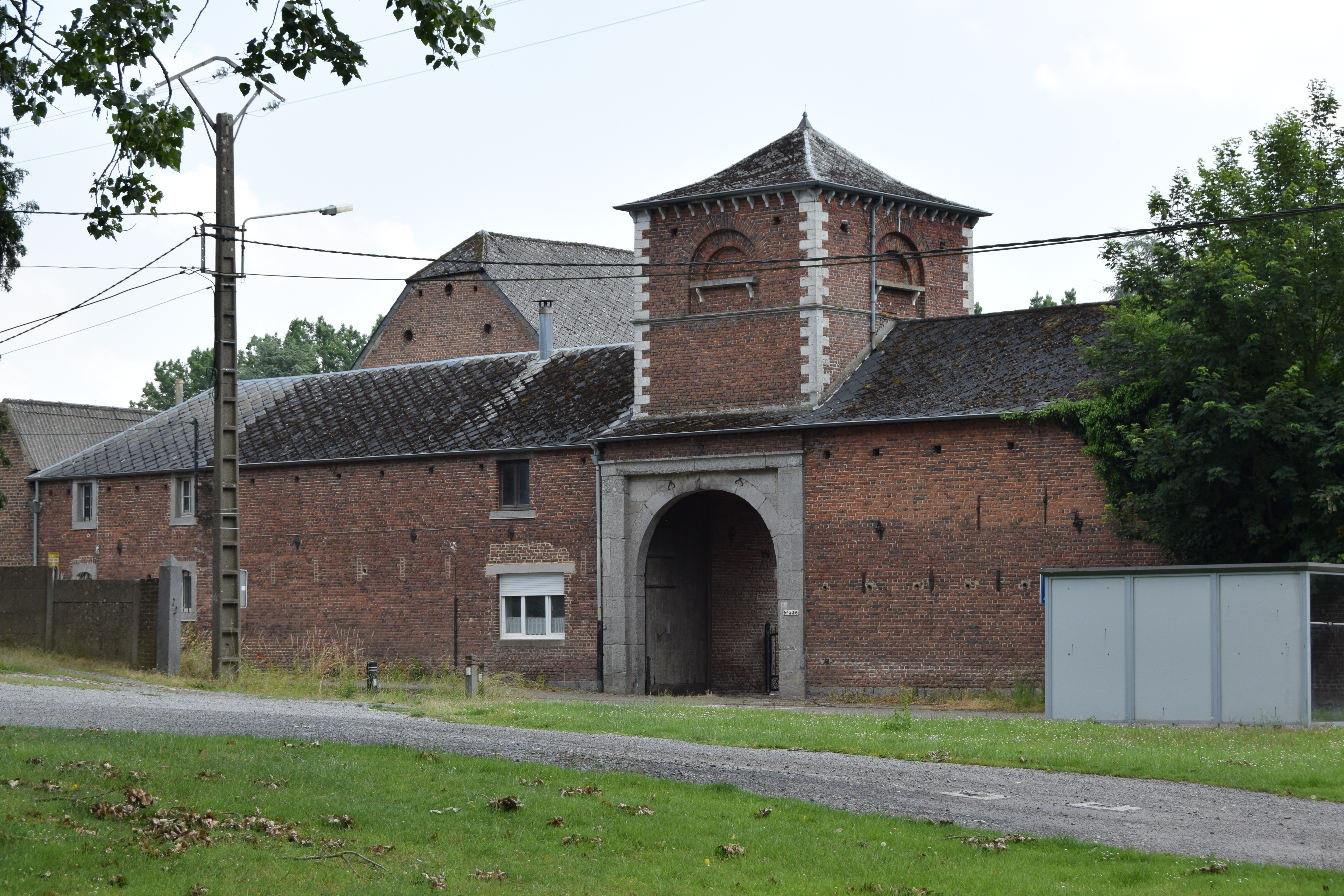
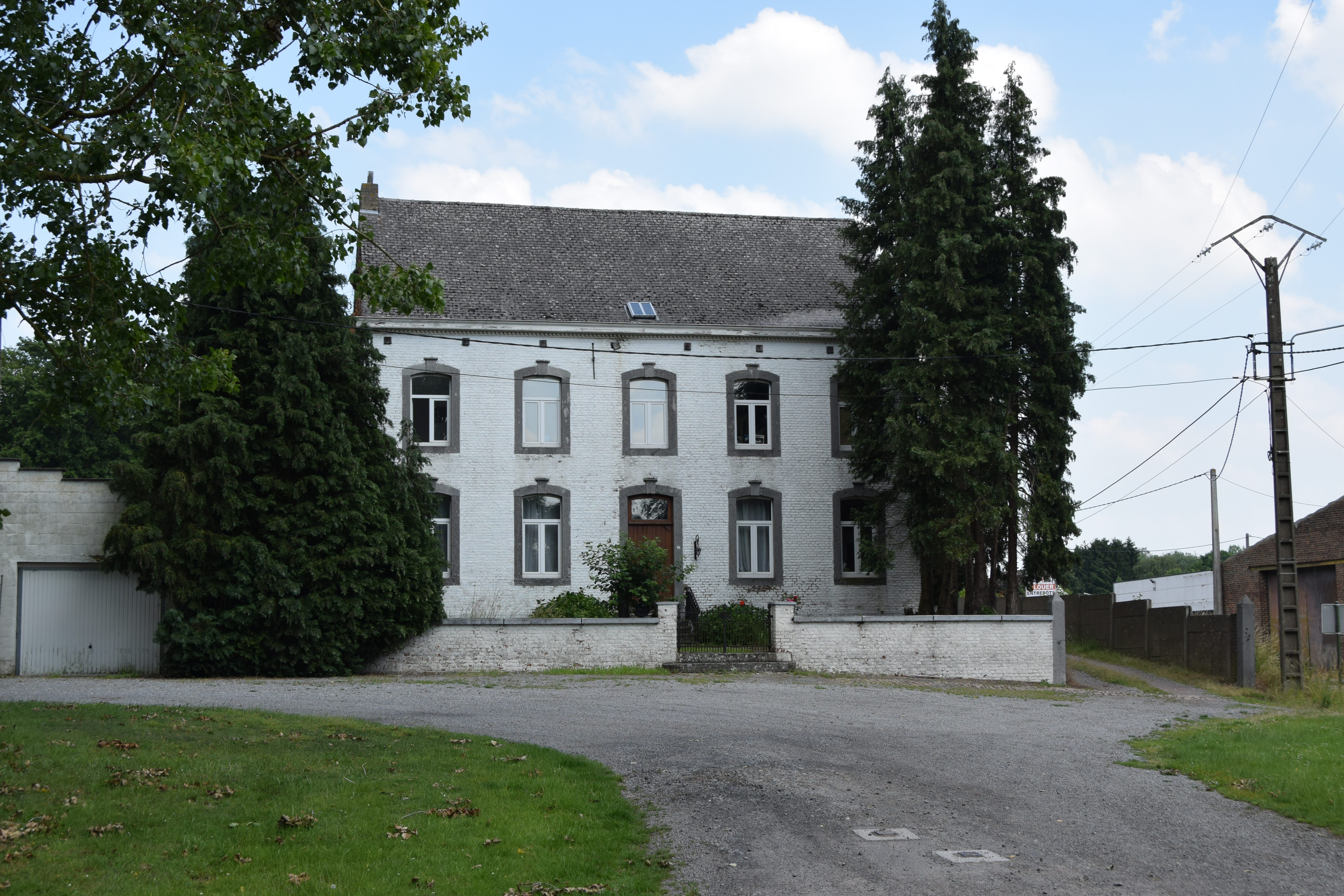

- Het Château Gréban van 1913.

## Natuur en landschap
Branchon ligt aan de Mehaigne. De hoogte aan de kerk bedraagt 138 meter.

## Demografische ontwikkeling
- Bronnen:NIS, Opm:1831 tot en met 1970=volkstellingen, 1976= inwoneraantal op 31 december

## Nabijgelegen kernen
Jandrenouille, Boneffe, Hemptinne, Wasseiges
Deelgemeenten: Aische-en-Refail · Bolinne · Boneffe · Branchon · Dhuy · Hanret · Leuze · Liernu · Longchamps · Mehaigne · Noville-sur-Mehaigne · Saint-Germain · Taviers · Upigny · Waret-la-Chaussée

Belgische gemeenten · arrondissement Namen · provincie Namen · Wallonië